# Prihod
Prihod u ekonomiji i finansijama označava svako primanje u novcu i robi. Može se ostvarivati privrednom delatnošću (proizvodnja, razmena i slično) ili vršenjem nekog prava (vlasništvo, plodouživanje, renta, penzija i sl).

## Spoljašnje veze
- Markets & Stocks: Investor Research Center - Earnings Warnings
- http://web.worldbank.org/WBSITE/EXTERNAL/DATASTATISTICS/
- CBSalary — Careerbuilder's Free Salary Calculator Архивирано на веб-сајту  (2. јануар 2007)
- US Corporate Earnings Calendar Архивирано на веб-сајту  (17. јул 2019)